# San Juan Bautista la Raya
San Juan Bautista la Raya es una localidad del estado mexicano de Oaxaca, forma parte del municipio de Santa Cruz Xoxocotlán y de la Zona Metropolitana de Oaxaca.
San Juan Bautista la Raya se encuentra localizado en las coordenadas geográficas 16°59′21″N 96°43′26″O / 16.98917, -96.72389 y a una altitud de 1 514 metros sobre el nivel del mar, forma parte de la conurbación de los Valles Centrales de Oaxaca que rodea a la capital del estado, Oaxaca de Juárez, de la que dista unos diez kilómetros hacia el sur; se encuentra localizada en las márgenes del río Atoyac y junto al Aeropuerto Internacional Xoxocotlán, la terminal aérea de la ciudad de Oaxaca.
De acuerdo al Censo de Población y Vivienda de 2010 realizado por el Instituto Nacional de Estadística y Geografía, su población total es de 2 395 personas, de las que 1 118 son hombres y 1 277 son mujeres.